# Ранцау, Генрих
Граф Генрих Ранцау (Ранзовиус) (дат. Henrik Rantzau; 11 марта 1526 — 31 декабря 1598) — датский историк, писатель

-гуманист, коллекционер и государственный деятель, успешный астролог

 и соратник Тихо Браге.

## Биография
Происходил из рыцарской семьи Ранцау, первые упоминания о которой приходятся на XIII в.
Сын Йохана Ранцау, немецко — датского военачальника.
Служил губернатором датской королевской части герцогства Гольштейн-Глюкштадта. Был богатым человеком и знаменитым коллекционером книг. Прославился, как покровитель учёных. Его собственный трактат «Tractatus astrologicus de Genethliacorum thematum» появился в 1597 году и выдержал пять изданий к 1615 году.

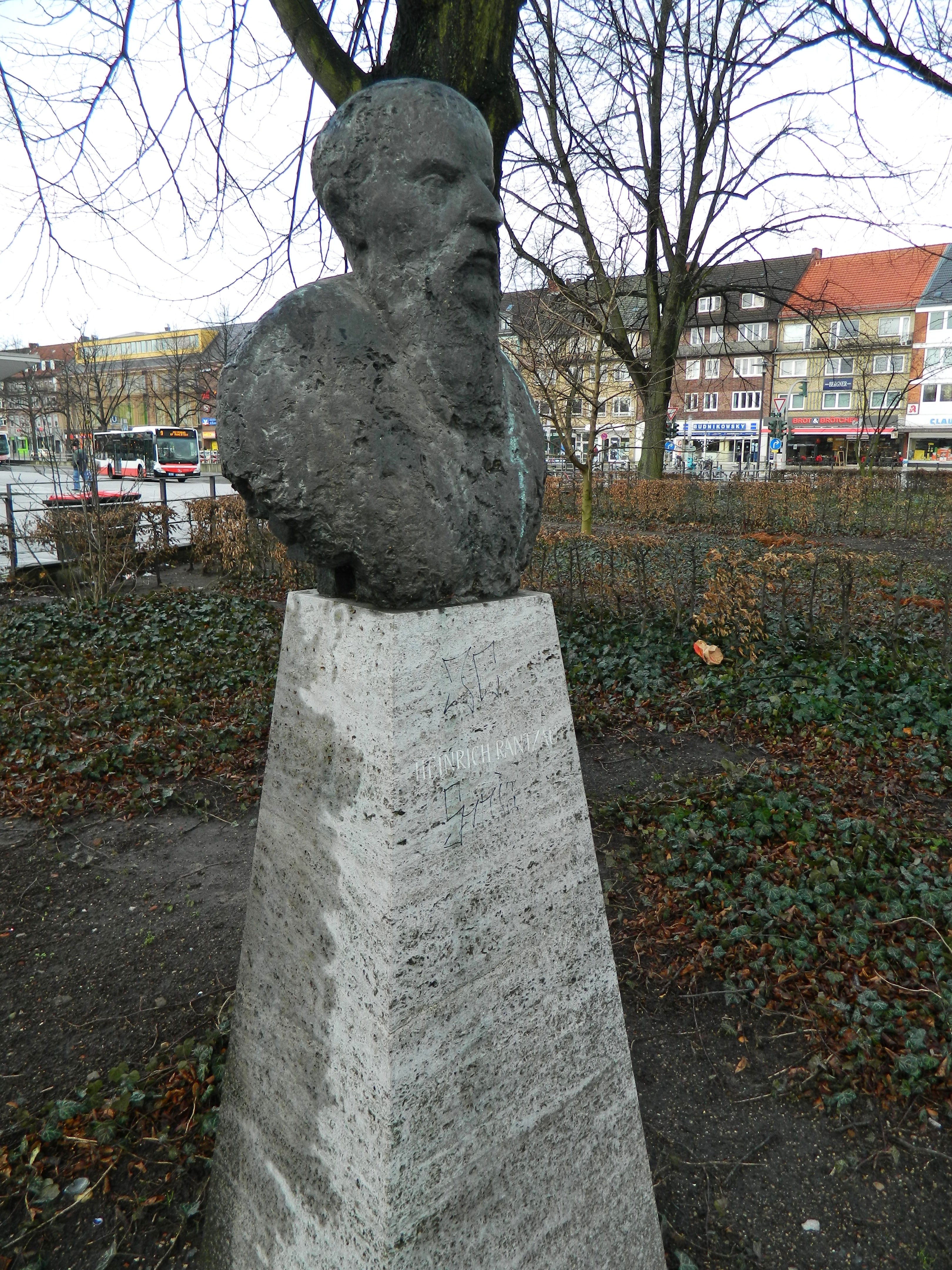
Бюст в Мюнхене

В своё время Генрих Ранцау считался щедрым меценатом художников и писателей Любека, многих из которых он нанял для написания мемуаров о своём отце. Ранцау также был успешным торговцем, имевшим интересы в торговле между востоком и западом через Хузум и Любек.

## Избранные сочинения
- «Historia belli dithmarsici» (Базель, 1550),
- «Catalogus imperatorum, regum ac principum, qui artem astrologicam amarunt» (Антверпен, 1580),
- «Horoscopographia» (Страсб., 1585),
- «Epigrammata et carmina varia» (Лпц., 1585).